# Кокшайське сільське поселення
Кокша́йське сільське поселення (рос. Кокшайское сельское поселение) — муніципальне утворення у складі Звениговського району Марій Ел, Росія. Адміністративний центр — село Кокшайськ.

## Історія
Станом на 2002 рік існували Кокшайська сільська рада (село Кокшайськ, селища 53 Квартал, Таїр), яка перебувала у складі Йошкар-Олинської міської ради, та Шимшургинська сільська рада (присілки Семеновка, Шимшурга, Ялпай, селище Шуйка).

## Населення
Населення — 1607 осіб (2019, 1897 у 2010, 2048 у 2002).

## Склад
До складу поселення входять такі населені пункти:
| Населений пункт     | Населення, осіб (2002) | Населення, осіб (2010) |
| ------------------- | ---------------------- | ---------------------- |
| 53 квартал, селище  | 0                      | 0                      |
| Кокшайськ, село     | 1032                   | 937                    |
| Семеновка, присілок | 183                    | 230                    |
| Таїр, селище        | 241                    | 243                    |
| Шимшурга, присілок  | 292                    | 238                    |
| Шуйка, селище       | 137                    | 105                    |
| Ялпай, присілок     | 163                    | 144                    |